# Мюлангер
Мюлангер (нем. Mühlanger) — коммуна в Германии, в земле Саксония-Анхальт. 
Входит в состав района Виттенберг. Подчиняется управлению Эльбауэ-Флеминг.  Население составляет 1435 человек (на 31 декабря 2006 года). Занимает площадь 12,21 км². Официальный код  —  15 1 71 047.